# دارسی دولسی نیتو
دارسی دولسی نیتو (به پرتغالی: Darcy Dolce Neto) مدافع، هافبک اهل برزیل است که در شهر São José do Rio Preto و در تاریخ ۷ فوریهٔ ۱۹۸۱ به دنیا آمده‌است.
دارسی دولسی نیتو در تیم‌های فوتبال Ituano سابقهٔ حضور دارد.